# 리처드 드라이퍼스
리처드 스티븐 드라이퍼스(영어: Richard Stephen Dreyfus, 1947년 10월 29일 ~ )는 미국의 배우이다.  1975년 《죠스》와  1977년 《미지와의 조우》로 대성공을 거둔 후 《굿바이 걸》로 아카데미 남우주연상과 골든 글로브 남우주연상을 수상하였다. 이 외에도 《잠복근무(스테이크아웃)》, 《잠복근무 2》, 《홀랜드 오퍼스》, 《트리거해피》, 《다이아몬드를 쏴라》 등 수많은 작품에 참여하였다.

## 출연 작품
- 죠스
- 돈벼락 맞은 사나이 (1994, A Million to Juan)
- 홀랜드 오퍼스

## 수상 경력
- 1977년 캔자스시티비평가협회상 남우주연상
- 1977년 다비드 디 도나텔로 어워즈 외국남자배우상
- 1978년 제3회 LA비평가협회상 남우주연상
- 1978년 제35회 골든글로브시상식 뮤지컬/코미디부문 남우주연상
- 1978년 제50회 아카데미시상식 남우주연상
- 1978년 헤이스티 푸딩 연극단 올해의 남성상
- 1979년 제32회 영국아카데미시상식 남우주연상
- 1990년 제47회 베니스국제영화제 파시네티 남우주연상
- 1994년 USA필름페스티벌 마스터 스크린 아티스트 트리뷰트상
- 1997년 제8회 팜스프링스국제영화제 데저트 팜 업적상
- 2000년 제4회 할리우드영화제 평생공로상
- 2002년 제7회 새틀라이트시상식 TV영화/미니시리즈부문 남우주연상
- 2010년 캘리포니아인디펜던트필름페스티벌 평생공로상
- 2010년 라이드 오브 페임 라이프 워크상
- 2011년 제37회 새턴어워즈 게스트상
- 2014년 L.A.코미디필름페스티벌&스크린플레이 컴페티션 어워즈 남우주연상
- 2015년 FEST어워즈 벨그라드상